# Mycosphaerella molleriana
Mycosphaerella molleriana är en svampart som först beskrevs av Thüm., och fick sitt nu gällande namn av Gustav Lindau 1897. Mycosphaerella molleriana ingår i släktet Mycosphaerella och familjen Mycosphaerellaceae.   Inga underarter finns listade i Catalogue of Life.